# Washington County (Utah)
 Der er flere lokaliteter med dette navn, se Washington County.
Washington County er et county beliggende i den syd-vestlige del af den amerikanske delstat Utah. Hovedbyen er St. George. På den vestlige side grænser countyet op til Nevada, mens Arizona er naboen i syd. I 2010 havde countyet 138.115 indbyggere. Det er opkaldt efter USA's 1. præsident George Washington.

## Geografi
Ifølge United States Census Bureau er Washingtons totale areal på 2.430 km², hvoraf de 9 km² er vand. 

### Grænsende counties
- Iron County (nord)
- Kane County (øst)
- Mohave County (Arizona) (syd)
- Lincoln County (Nevada) (vest)